# Danska zlata doba
Danska zlata doba (dansko Den danske guldalder) zajema obdobje izjemne ustvarjalne produkcije na Danskem, zlasti v prvi polovici 19. stoletja. Čeprav so København prizadeli požari, bombardiranje in nacionalni bankrot je umetnost prevzela novo obdobje ustvarjalnosti, ki ga je spodbudila nemška romantika. Obdobje je verjetno najpogosteje povezano z zlato dobo danskega slikarstva od 1800 do približno 1850, ki zajema delo Christofferja Wilhelma Eckersberga in njegovih učencev, vključno  Wilhelm Bendzo, Christen Købke, Martinus Rørbye, Constantin Hansen in Wilhelm Marstrand ter kipar Bertl Thorvaldsen.
Videla je tudi razvoj danske arhitekture v neoklasicističnem slogu. Zlasti København je dobil novo podobo s stavbami, ki sta jih zasnovala Christian Frederik Hansen in Michael Gottlieb Bindesbøll.
V zvezi z glasbo Zlata doba zajema osebnosti, ki jih je navdihnil danski romantični nacionalizem, vključno J. P. E. Hartmann, Hans Christian Lumbye, Niels W. Gade in baletni mojster August Bournonville. Literatura se je osredotočala na romantično razmišljanje, ki ga je leta 1802 predstavil norveško-nemški filozof Henrik Steffens. Ključni sodelavci so bili Adam Oehlenschläger, Bernhard Severin Ingemann, N. F. S. Grundtvig in nenazadnje Hans Christian Andersen, zagovornik sodobne pravljice. Søren Kierkegaard je pospešil filozofijo, medtem ko je Hans Christian Ørsted dosegel temeljit napredek v znanosti. Zlata doba je tako močno vplivala ne le na življenje na Danskem, ampak sčasoma tudi na mednarodni fronti.

## Ozadje in kontekst
Izvor zlate dobe je mogoče izslediti približno v začetku 19. stoletja, ki je bilo zelo težko obdobje za Dansko in Norveško. København, središče intelektualnega življenja v državi, je leta 1794 in 1795 prvič doživel velike požare, ki so uničili tako palačo Kristijansborg kot velika območja mestnega jedra. Leta 1801 je kraljeva mornarica zaradi vpletenosti države v Ligo oborožene nevtralnosti uspešno napadla dansko floto v bitki pri Københavnu. Leta 1807 so Britanci na podlagi govoric, da bi lahko Francozi prisilili Dansko in Norveško, da zapreta Baltik za njihov ladijski promet, bombardirali København in požgali velike dele mesta. Leta 1813 je dansko-norveška vlada zaradi nezmožnosti države, da bi pokrila stroške vojne, razglasila bankrot. Da bi bile stvari še hujše, je Norveška prenehala biti del Oldenburškega kraljestva, ko je bila naslednje leto s pogodbo iz Kiela prepuščena Švedski.
Ti dogodki so Københavnu kljub temu ponudili nove priložnosti. Arhitekti in načrtovalci so razširili ulice in zgradili lepo oblikovane neoklasicistične stavbe, ki so ponujale svetlejši, a intimen videz. Takrat je bilo mesto s samo 100.000 prebivalci še precej majhno, zgrajeno v mejah starega obzidja. Posledično so se vodilne osebnosti tistega časa pogosto srečevale, izmenjevale svoje ideje in združevale umetnost in znanost. Henrik Steffens je bil morda najučinkovitejši zagovornik romantične ideje. V nizu predavanj v Københavnu je Dancem uspešno posredoval ideje nemške romantike. Vplivni misleci, kot sta Oehlenschläger in Grundtvig, so hitro prevzeli njegova stališča. Ni minilo dolgo, preden so bili Danci iz vseh vej umetnosti in znanosti vključeni v novo dobo romantičnega nacionalizma, pozneje znano kot danska zlata doba.
Predvsem na področju slikarstva se je pokazala sprememba. Medtem ko je umetnost prej služila podpiranju monarhije in establišmenta, so Christoffer Wilhelm Eckersberg in njegovi učenci spoznali, da je s prihodom industrializacije srednji razred vse bolj pridobival moč in vpliv. Velika zgodovinska umetnost se je umaknila bolj privlačnim, a manj pretencioznim žanrskim slikam in krajinam.
Glavno obdobje zlate dobe je potekalo v prvi polovici 19. stoletja. Približno v tem času je danska kultura trpela zaradi izbruha prve schleswiške vojne (1848–1851) in nato druge leta 1864. Poleg tega so politične reforme, ki so vključevale konec absolutne monarhije leta 1848 in sprejetje danske ustave, Naslednje leto je pomenilo začetek nove dobe. Končno je razširitev Københavna onkraj starega obzidja v 1850-ih odprla nova obzorja za širitev mesta.
Šele leta 1890 je danski filozof Valdemar Vedel za opis obdobja prvič uporabil izraz Guldalderen ali zlata doba. Leta 1896 je avtor Vilhelm Andersen zlato dobo, ki jo je začel Henrich Steffens, videl kot najbogatejše obdobje v kulturni zgodovini Danske.

## Slikarstvo
Okrog začetka 19. stoletja se je pojavila zlata doba danskega slikarstva, ki je prvič po srednjem veku oblikovala poseben nacionalni slog; obdobje je trajalo do sredine stoletja. Ima slog, ki temelji na nizozemskem slikarstvu zlate dobe, zlasti v krajinskem slikarstvu, in prikazuje severni sij, ki je mehak, vendar dopušča močne barvne kontraste. Obravnava prizorov je tipično idealizirana različica resničnosti, vendar nepretenciozno, saj deluje bolj realistično, kot je v resnici. Pogosti so tudi notranji prizori, pogosto majhne portretne skupine, s podobno obravnavo skromnih domačih predmetov in pohištva, pogosto iz umetnikovega prijateljskega kroga. Malo danske umetnosti je bilo videti zunaj države (pravzaprav večinoma ostaja tam do danes), čeprav je bil na Danskem usposobljen vodja nemškega romantičnega slikarstva Caspar David Friedrich pomemben pri širjenju njenega vpliva v Nemčiji.
Ključna osebnost je bil Christoffer Wilhelm Eckersberg, ki je študiral v Parizu pri Jacquesu-Louisu Davidu in je na neoklasicizem dodatno vplival kipar Bertel Thorvaldsen. Eckersberg je poučeval na Akademiji od 1818 do 1853, postal direktor od 1827 do 1828 in je pomembno vplival na naslednjo generacijo, v kateri je krajinsko slikarstvo prišlo v ospredje. Poučeval je večino vodilnih umetnikov tega obdobja, tudi: Wilhelm Bendzo, Albert Küchler, Christen Købke, Vilhelm Kyhn, Jørgen Roed, Holgerm Roed, Martinus Rørby, Constantin Hansen, Jorgen Sonne, Bolette Puggaard, Fritz Petzholdt in Wilhelm Marstrand.
Preiskava risb, podrisb, oljnih skic in dokončanih slik Eckersberga in njegovih učencev Christena Købkeja in Constantina Hansena na podlagi njihovih italijanskih pogledov kot primerov kaže na številne pomembne vidike, ki osvetljujejo ustvarjalni proces danskega slikarstva zlate dobe v prvi polovici 19. stoletja. Preliminarne risbe – po možnosti kompozicijske risbe –, ki so bile narejene pred motivom, so bile natančno izdelane in so reproducirale številne podrobnosti. Arhitektura je bila deležna največje pozornosti slikarjev, rastlinje, skale in kamni ter figure v krajini pa manj. Risba, ki je bila narejena neposredno iz motiva, je bila v več primerih skodrana z namenom prenosa na sliko, ki pogosto ni bila večja od risbe. Nekatere elemente je bilo mogoče med postopkom spremeniti, vendar je umetnik v glavnem dokaj natančno ohranil prvotne dispozicije. V nekaterih primerih je bila arhitektura zavestno spremenjena, da bi okrepila oblike in ustvarila harmonijo v sliki. Na ta način lahko dokažemo, da čeprav so italijanski motivi na prvi pogled videti realistični, so jih umetniki vendarle prilagodili ali celo manipulirali.
Med vidnimi umetniki danske zlate dobe slikarstva je bil Wilhelm Bendz (1804–1832), ki se ga spominjamo po številnih tehnično dovršenih portretih kolegov umetnikov, kot sta Ditlev Blunck in Christen Christensen, prizoru iz razreda anatomije na Akademiji, pa tudi po skupinskih portretih Tobačna zabava in Umetnik zvečer v Finckovi kavarni v Münchnu; Constantin Hansen (1804–1880), ki ga je globoko zanimala literatura in mitologija in ga je navdihnil Niels Laurits Høyen, ki je razvil nacionalno zgodovinsko slikarstvo na podlagi nordijske mitologije in naslikal številne portrete, vključno z zgodovinskim Ustavna skupščina (Den grundlovgivende Rigsforsamling); Christen Købke (1810–48), pod vplivom Nielsa Lauritsa Høyena, umetnostnega zgodovinarja, ki je spodbujal nacionalistični pristop, ki je pozival umetnike, naj iščejo vsebino v ljudskem življenju svoje države, namesto da iščejo teme v drugih državah, kot je Italija; Wilhelm Marstrand (1810–1873), izjemno produktiven umetnik, ki je obvladal izjemno raznolikost žanrov, ki si ga zapomnimo predvsem po številnih delih, ki so postala znani kažipoti danske zgodovine in kulture: prizori iz salonov in ulic Københavna med njegovo mladostjo; praznik in javno življenje, ujeti v Rimu; številni reprezentativni portreti državljanov in inovatorjev; celo spomeniška naročila za univerze in monarhijo; in Martinus Rørbye (1803–1848), ki se ga spominjamo po žanrskih slikah Københavna, po njegovih pokrajinah in po arhitekturnih slikah, pa tudi po številnih skicah, ki jih je naredil med svojimi potovanji v dežele, ki so bile takrat redko raziskane. Med drugimi umetniki se je C. A. Jensen (1792–1870) specializiral skoraj izključno za portrete in izstopa po svojih posebej živahnih portretih nekaterih njegovih vodilnih sodobnikov.
Ob koncu tega obdobja se je slikarski slog, zlasti v krajinski umetnosti, zapletel v politično vprašanje Schleswig-Holsteinskega vprašanja, ki je bila ključnega pomena za Dance, a razvpito nepredirna za večino drugih v Evropi. Toda šele v 1870-ih, ko so številni mladi umetniki kljubovali Akademiji in študirali v Parizu, se je začel pojavljati nov slog, ki je zajemal realizem in impresionizem.

### Krajinsko slikarstvo
Umetnostni zgodovinar Niels Laurits Høyen, ki je poučeval na akademiji, je spodbujal svoje študente, naj se obrnejo na krajinsko slikarstvo. Johan Thomas Lundbye, Christen Købke, P. C. Skovgaard, Dankvart Dreyer, Louis Gurlitt in Martinus Rørbye so bili med tistimi, ki so razvili nov pristop k žanru in se osredotočili na prizore z danskega podeželja.
- Hankehøj, Johan Thomas Lundbye (1847)
- Møns Klint, Louis Gurlitt (1842)
- Plaža v Skagen Vesterby, Martinus Rørbye (1847)
- Pogled na Vejle, P. C. Skovgaard (1852)

### Žanrsko slikarstvo in portreti
V zlati dobi se je pojavila tudi nova vrsta žanrskega slikarstva. Najljubši motiv so bili interierji, ki so upodabljali srednje in višje sloje v pravih okoljih. Portreti so sledili istemu vzorcu.
- Pogled iz umetnikovega okna, Martinus Rørbye (1825)
- Notranjost na Amaliegade, Wilhelm Bendz (1826)
- Modelni razred na Danski akademiji, Wilhelm Bendz (1826)
- Portret Frederika Sødringa, Christen Købke (1832)

## Kiparstvo
Bertel Thorvaldsen je pod močnim vplivom svojega dolgotrajnega bivanja v Rimu od leta 1797 ustvaril veliko mednarodno priznanih del v svojem čistem neoklasicističnem slogu. Njegov preboj je bil Jazon z zlatim runom, ki ga je zelo pohvalil Antonio Canova, kupil pa ga je Thomas Hope, bogati britanski zbiralec umetnin. Druga dobro znana dela sta veliki Kristusov kip v |Københavnski stolnici in Kip leva v Luzernu. Številna njegova dela je mogoče videti v Thorvaldsenovem muzeju v Københavnu, ki je bil dokončan šele leta 1848, štiri leta po njegovi smrti.
Druga avtorja kiparstva v zlati dobi sta Hermann Ernst Freund, čigar delo je bilo osredotočeno na skandinavske bogove, in Herman Wilhelm Bissen, ki je izklesal sodobne figure, kot je Landsoldaten (Pehot), spomenik zmage v vojni 1848–1851.
- Jazon z zlatim runom, Bertel Thorvaldsen (1802–03)
- The Kip leva, Bertel Thorvaldsen (1819)
- Kip Kristusa v Københavnski stolnici, Berthel Thorvaldsen (1838)
- Pešak, Herman Wilhelm Bissen (1858)

## Arhitektura
Med zlato dobo je København dobil novo podobo, saj so arhitekti, ki jih je navdihnil neoklasicizem, popravili velik del škode, ki sta jo povzročila požar leta 1795 in britansko bombardiranje mesta leta 1807.
Na podlagi izkušenj C. F. Harsdorffa v poznem 18. stoletju je bil glavni zagovornik klasicizma v zlati dobi Christian Frederik Hansen, ki je razvil precej strog slog s čistimi, preprostimi oblikami in velikimi neprekinjenimi površinami po navdihu arhitekture stare Grčije in Rima. Od leta 1800 je bil odgovoren za vse večje gradbene projekte v Københavnu, kjer je zasnoval mestno hišo in sodišče (1805–1815) na Nytorv. Bil je odgovoren tudi za obnovo stolnice (Vor Frue Kirke - cerkev Naše Gospe) in oblikovanje okoliškega trga (1811–1829).
Leta 1800 je bil Hansen zadolžen tudi za obnovo palače Kristijansborg, ki je pogorela leta 1794. Sodeloval je z Gustavom Friedrichom Hetschom, ki je dokončal notranjost. Na žalost je palača leta 1884 znova pogorela. Ostala je le veličastna kapela, ki s svojimi jonskimi stebri daje občutek antike.
Michael Gottlieb Bindesbøll se spominja predvsem po oblikovanju Thorvaldsenovega muzeja. Leta 1822 je kot mladenič v Nemčiji in Franciji izkusil klasicizem Karla Friedricha Schinkla in srečal v Nemčiji rojenega arhitekta in arheologa Franza Gaua, ki ga je seznanil s pisano arhitekturo antike. Njegov stric Jonas Collin, ki je bil aktiven umetniški in kulturni uradnik pod Friderikom VI., je prebudil kraljevo zanimanje za muzej Bertela Thorvaldsena, dansko-islandskega kiparja, in prosil Bindesbølla, naj naredi nekaj skic za stavbo. Ker so Bindensbøllovi načrti izstopali od načrtov drugih arhitektov, je dobil naročilo, da preoblikuje Royal Carriage Depot in Theatre Scenery Painting Building v muzej. Z posnemanjem gradnje Erehtejona in Partenona kot samostoječih stavb, ki sta bili izpuščeni iz tradicionalnega urbanističnega načrta zaprtih ulic, je dokončal delo leta 1848.
Andreas Hallander in Johan Martin Quist sta bila med tistimi, ki so obnovili hiše v starejših delih Københavna, ki jih je uničil požar.
- Stebrišče v palači Amalienborg (1794–1795), Caspar Frederik Harsdorff
- Kapela palače Christiansborg, C.F. Hansen (1813–26)
- Sodna palača (1815), ki jo je oblikoval Christian Frederik Hansen
- Thorvaldsenov muzej, Michael Gottlieb Bindesbøll (1838–48)

## Glasba in balet
V 19. stoletju so se pojavili tudi številni danski skladatelji, ki jih je navdihoval romantični nacionalizem.
Johan Peter Emilius Hartmann (1805–1900) je prispeval k pesmi in klavirskemu repertoaru ter k operni in baletni glasbi. Od leta 1843 do svoje smrti je bil organist v Københavnski stolnici. Njegova dela niso le romantična, ampak so na splošno navdihnjena s starimi nordijskimi legendami. Močno je vplival na poznejšo generacijo skladateljev, kot so Edvard Grieg, Carl Nielsen in Peter Erasmus Lange-Muller. Hartmannova žena, Emma Hartmann, je bila tudi sama pomembna skladateljica.
Hans Christian Lumbye (1810–1874) je bil zaposlen kot prvi glasbeni direktor v köbenhavnskem zabaviščnem parku Tivoli, ko so ga odprli leta 1843. Tu je imel platformo za predstavitev velikega tujega in danskega repertoarja, vključno s svojimi številnimi valčki in galopi. Leta 1839 je slišal dunajski orkester igrati glasbo Johanna Straussa, po katerem je komponiral v istem slogu in si sčasoma prislužil vzdevek »Strauss s severa«. Eden njegovih najbolj priljubljenih del, povezanih s Tivolijem, je Champagnegaloppen (šampanjski galop), ki se začne z veselim zvokom poka šampanjskega zamaška. Uporabljen je bil v več danskih filmih, vključno z Reptilicus (1961) in Champagnegaloppen (1938).
Niels W. Gade (1817–1890) je sodeloval pri razvoju Musikforeningen (Glasbenega društva), ki je bilo ustanovljeno leta 1836 z namenom širjenja in izboljšanja razumevanja klasične glasbe. Leta 1850 je postal njegov dirigent in pod njegovim vodstvom so bile na danskem prvič izvedene številne mojstrovine zborovske glasbe, med njimi Bachov Matejev pasijon leta 1875. Na konservatoriju v Københavnu je Gade pomagal poučevati prihodnje generacije, vključno z Edvardom Griegom in Carlom Nielsenom. V duhu romantičnega nacionalizma je komponiral osem simfonij, violinski koncert, komorno glasbo, orgelske in klavirske skladbe ter številne velike kantate, med njimi Elverskud, najbolj znano dansko delo te vrste.
Druga generacija pomembnih skladateljev tega obdobja so Hakon Børresen, Peter Heise, Emil Hartmann, Asger Hamerik, August Winding ali C.F.E. Horneman.

## Književnost in filozofija

### Književnost
V danski zlati dobi je bila književnost osredotočena na romantično razmišljanje. Uvedel ga je leta 1802 filozof Henrik Steffens, ki je imel uspešno serijo predavanj na Elers Kollegium. Predstavil je glavne teme nemške romantike, pri čemer je poudaril odnos med naravo, zgodovino in človeštvom. Gibanje so ohranili romantiki, zlasti Adam Oehlenschläger (1779–1850). Oehlenschläger, ki se ga danes spominjamo po svojih Digte (1803) in Poetiske Skrifter (1805), je hitro postal vodilni pesnik na Danskem. Bernhard Severin Ingemann (1789–1862) je prav tako izdal zbirko romantičnih pesmi, preden je ustvaril najprej številne igre, nato uspešno serijo romanov in nazadnje številne lepe verske pesmi, ki so po uglasbitvi postale pomemben dodatek k hvalnice, ki jih pojejo v danskih cerkvah.
Ena najpomembnejših osebnosti v danski literarni kulturi je bil N. F. S. Grundtvig (1783–1872), ki je vnesel naraščajoč duh nacionalizma, ki je sprva temeljil na njegovi Severni mitologiji (1808) in dolgi drami Padec junaškega življenja na severu (1809). Poleg množice člankov in pesmi je napisal številne knjige, vključno z dvema svetovnima zgodovinama (1814 in 1817), dolgo zgodovinsko pesnitvijo Roskilde-Riim (Rima Roskilda) (1813) in knjigo-velik komentar, Roskilde Saga. Grundtvigova pesmarica je povzročila veliko spremembo v danskih cerkvenih službah, saj je počasne takte ortodoksnih luteranov nadomestila s himnami narodnih pesnikov. Skupno je Grundtvig napisal ali prevedel približno 1500 hvalnic, vključno z Božja beseda je naša velika dediščina, ki se večinoma še danes pogosto poje.
Hansa Christiana Andersena (1805–1875) se spominjamo predvsem po njegovih pravljicah, ki jih je med letoma 1835 in 1872 napisal ne le za otroke, ampak tudi za odrasle. Med najbolj priljubljenimi so Neomajni kositrni vojak, Snežna kraljica, Mala morska deklica, Palčica, 0Deklica z vžigalicami in Grdi raček. Andersen, ki velja za očeta sodobne pravljice, je napisal skupno 156 pravljic, od katerih jih je le 12 črpalo iz ljudskih pravljic. Toda Andersen je napisal tudi številne potopisne skice, več romanov, vključno z dobro sprejetimi: Improvizatore (1835), serija pesmi in njegova avtobiografija Pravljica mojega življenja (1855).

### Filozofija
V prvi polovici 19. stoletja je v danski filozofiji prevladoval vpliv Hegla in hegelijanstva. Johan Ludvig Heiberg (1791–1860), Frederik Christian Sibbern (1785–1872) in zlasti Hans Lassen Martensen (1803–1884), ki so vsi prispevali k priljubljenosti Heglovega idealizma v različnih akademskih disciplinah, čeprav je Heglov vpliv močno upadel z letom 1850. Glavni kritik hegelijanstva in najpomembnejši filozof na Danskem tistega časa je bil Søren Kierkegaard (1813–1855), eksistencialistični filozof in teolog. Velik del Kierkegaardovega filozofskega dela se ukvarja z vprašanji, kako človek živi, pri čemer se osredotoča na prednost konkretne človeške realnosti pred abstraktnim mišljenjem in poudarja pomen osebne izbire in predanosti. Njegova glavna estetska dela vključujejo Ali/ali (Enten-Eller) (1843), Filozofski fragmenti (Philosophiske Smuler) (1844), Stopnje na življenjski poti (Stadier paa Livets Vei) (1845) in Zaključni neznanstveni postscript filozofskih fragmentov (Afsluttende uvidenskabelig Efterskrift) (1846). V nasprotju s heglovsko filozofijo promovirajo eksistencialni pristop, ki dviguje posameznikovo zavest o Bogu, a stopnjuje njegov obup nad nezmožnostjo doseganja večne resnice. Njegova verska dela vključujejo Dela ljubezni (Kjerlighedens Gjerninger) (1847) in Praksa v krščanstvu (Indøvelse i Christendom) (1850). Druga pomembna osebnost v danski filozofiji je bil N. F. S. Grundtvig (1784–1872), čigar ideje so postale pomemben del razvoja danske nacionalne identitete.

## Znanost
Eno ime izstopa nad vsemi drugimi med tistimi, ki so prispevali k znanosti v danski zlati dobi, Hans Christian Ørsted, vidni fizik in kemik, znan po opazovanju, da električni tokovi inducirajo magnetna polja, kar je pomemben vidik elektromagnetizma. Oblikoval je postkantovsko filozofijo in napredek v znanosti v poznem 19. stoletju.
Leta 1824 je Ørsted ustanovil Selskabet for Naturlærens Udbredelse (SNU), društvo za širjenje znanja o naravoslovju. Bil je tudi ustanovitelj predhodnih organizacij, ki so sčasoma postale Danski meteorološki inštitut in Danski urad za patente in blagovne znamke. Ørsted je bil prvi moderni mislec, ki je eksplicitno opisal in poimenoval miselni eksperiment. Prepričan je bil, da so vse stvari v vesolju povezane, tako materialno kot duhovno. To je opisal v svojem filozofskem delu Ånden i naturen (Duh v naravi).
Ørsted je močno prispeval k zlati dobi, zlasti s tesnim prijateljstvom s Hansom Christianom Andersenom.

## Vpliv
Vodilni akterji danske zlate dobe niso imeli trajnega vpliva le na Danskem, ampak po vsem svetu. Pravljice Hansa Christiana Andersena so prevedene v več kot 150 jezikov, več kot katera koli druga knjiga razen Svetega pisma, in jih še naprej berejo otrokom povsod.
Z izjemo na Norveškem rojen Ludvig Holberg noben danski pisatelj pred letom 1870 ni imel tako velikega vpliva kot Adam Gottlob Oehlenschläger. Njegovo delo je bilo prebuditi navdušenje svojih rojakov nad poezijo in vero njihovih prednikov, tako da njegovo ime še danes ostaja sinonim za skandinavsko romantiko.
V arhitekturi je Michael Bindesbøll pri načrtovanju Thorvaldsenovega muzeja posebno pozornost namenil osvoboditvi stavbe iz okolice. Njegovo svobodno dojemanje prostora je služilo kot vodilo za mesta in zgradbe prihodnosti.
Koreograf August Bournonville, ki se je upiral številnim presežkom baletov romantične dobe, je v svojem delu dajal enak poudarek moškim in ženskim vlogam v času, ko je evropski balet poudarjal balerino.
N. F. S. Grundtvig je imel velik vpliv na izobraževanje, saj je spodbujal duha svobode, poezije in disciplinirane ustvarjalnosti. Nasprotoval je prisili in izpitom ter se zavzemal za sprostitev človeške ustvarjalnosti v skladu z univerzalno ustvarjalnim redom življenja. V posameznikih, v znanosti in družbi kot celoti naj bi vzbudil duh svobode, sodelovanja in odkrivanja. Søren Kierkegaard je močno vplival tudi na filozofijo in literaturo vse do današnjih dni. Med številnimi, ki so imeli koristi od njegovih idej, so Jean-Paul Sartre, Niels Bohr in W. H. Auden.
Znanstveni napredek Hansa Christiana Ørsteda je bistveno prispeval h kemiji z njegovim delom o aluminiju in še posebej k fiziki z njegovimi dokončnimi raziskavami o elektromagnetizmu.
Končno so mnoga dela slikarjev in kiparjev tistega obdobja še vedno razstavljena v najboljših svetovnih muzejih in galerijah. Nekateri, kot je Christen Købke, so v zadnjih letih pritegnili ponovno zanimanje.